# La donna del lago
La donna del lago (Italiaans voor De vrouwe van het meer) is een opera van Gioacchino Rossini op een libretto van Andrea Leone Tottola, gebaseerd op een gedicht van Walter Scott.
Deze opera was de eerste gebaseerd op Walter Scotts romantische werken. Omstreeks 1840, een goede twintig jaar na La donna del lago, waren 25 Italiaanse opera's gebaseerd op Scott (waarvan de beroemdste Gaetano Donizetti's Lucia di Lammermoor is), en andere in het Duits, Frans en Engels).

## Uitvoeringsgeschiedenis

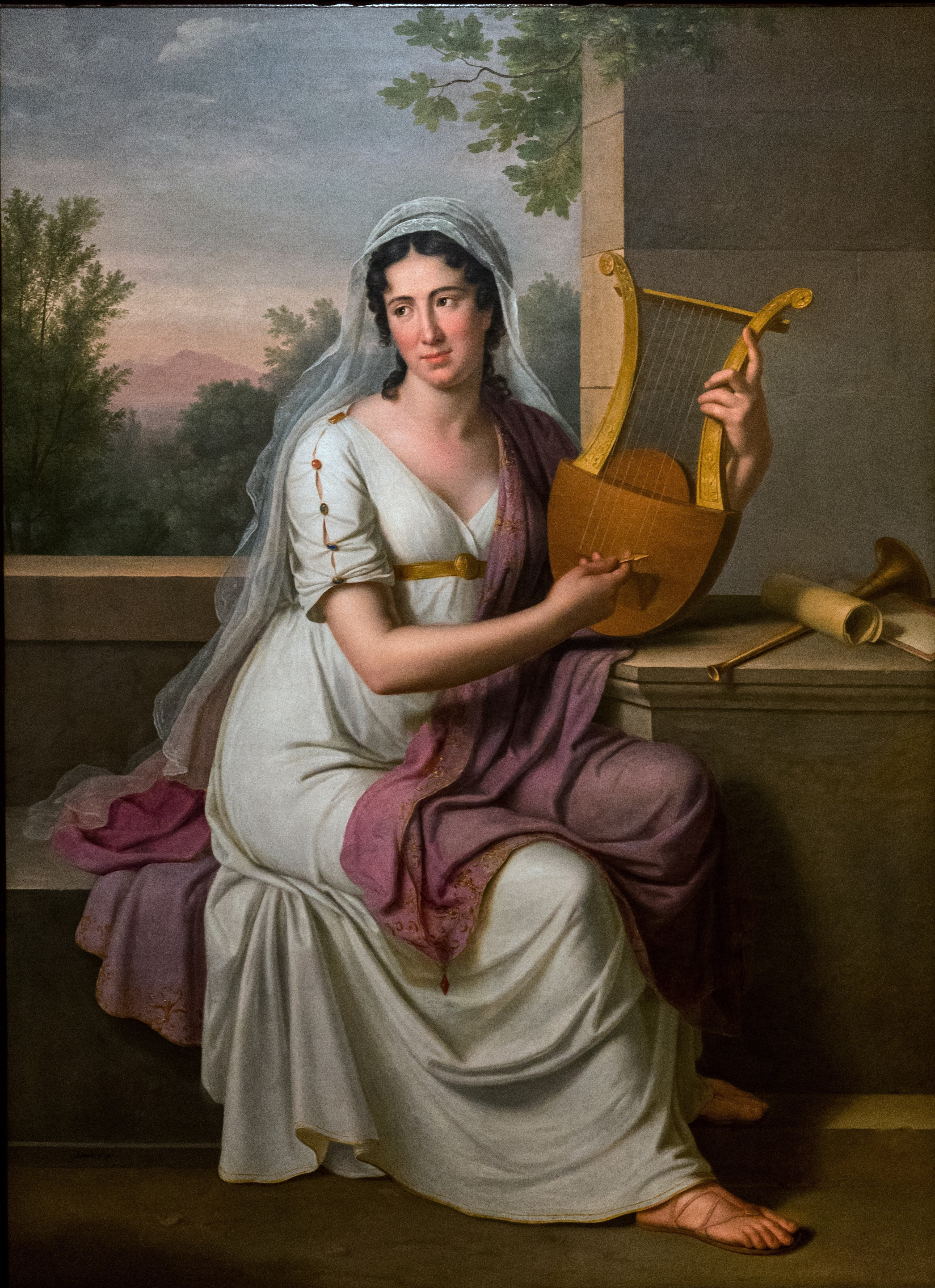
Isabella Colbran, de eerste Elena

Het werk beleefde zijn première aan het Teatro San Carlo in Napels op 24 oktober 1819. Bij de première zongen onder meer Isabella Colbran (Elena), Benedetta Rosmunda Pisaroni (Malcolm) en Giovanni David (Koning Giacomo). Het werd februari 1823 in Londen uitgevoerd en had zijn Amerikaanse debuut in New Orleans in juni 1829. Het werk werd gedurende een eeuw nauwelijks uitgevoerd, tot een herleving in Florence in 1958. Het werd in 1969 uitgevoerd aan het Camden Festival in Londen met Kiri Te Kanawa in de hoofdrol.
In 1981, na een afwezigheid in Amerika van bijna 150 jaren, werd een productie ondernomen door de Houston Grand Opera, met Frederica von Stade, Marilyn Horne en Rockwell Blake, onder leiding van Claudio Scimone. Dezelfde productie en bezetting werden later gepresenteerd aan het Royal Opera House Covent Garden. In 1983 gaf het Rossini Opera Festival in Pesaro het werk met Katia Ricciarelli, Lucia Valentini Terrani en Samuel Ramey.
In 1992 bracht het Teatro alla Scala zijn eerste productie van de opera in 150 jaren, om de tweehonderdste geboortedag van Rossini te gedenken, met een bezetting die belcanto-experts als June Anderson, Rockwell Blake en Chris Merritt omvatte, geleid door Werner Herzog en Riccardo Muti.

## Rolverdeling
| Rol                                                                   | Stemtype            | Rolverdeling bij de première, 24 oktober 1819 (dirigent: Gioachino Rossini) |
| --------------------------------------------------------------------- | ------------------- | --------------------------------------------------------------------------- |
| Elena, de dame van het meer                                           | sopraan             | Isabella Colbran                                                            |
| Malcolm                                                               | alt of mezzosopraan | Benedetta Rosmunda Pisaroni                                                 |
| Koning Giacomo (Jacobus V van Schotland)/Uberto                       | tenor               | Giovanni David                                                              |
| Douglas, vader van Elena en vroegere leermeester van Koning Giacomo   | bas                 | Michele Benedetti                                                           |
| Rodrigo, hoofd van de Hooglanders                                     | tenor               | Andrea Nozzari                                                              |
| Serano                                                                | tenor               | Gaetano Chizzola                                                            |
| Albina                                                                | mezzosopraan        | Maria Manzi                                                                 |
| Bertram                                                               | bas                 | Massimo Orlandini                                                           |
| Herders, jagers, mannen van de koning, Hooglanders, hovelingen - koor |                     |                                                                             |

## Synopsis

### Eerste bedrijf
Eerste toneel
Herders houden bij dageraad de wacht over hun kudden aan de oevers van Loch Katrine, en mannen in de nabije wouden jagen (koor: Del di la messaggiera). Elena steekt het meer over en zingt van haar verlangen naar haar ware liefde, Malcolm (cavatina: Oh mattutini albori). Aan de rand van het meer ontmoet Elena koning Giacomo, die zichzelf heeft vermomd als Uberto in de hoop de schone Elena te ontmoeten. Elena denkt dat hij een verdwaalde jager is en biedt hulp aan. Giacomo stemt in en de twee vertrekken naar Elena's huis (duettino: Scendi nel piccol legno). Ondertussen zoeken de mannen in zijn gevolg de vermomde koning (koor: Uberto! Ah! dove t'ascondi?).
Tweede toneel
Bij aankomst bij Elena's huis ziet Uberto/koning Giacomo de insignes van zijn voorouders en hij verneemt dat Elena's vader Douglas is, 's konings vroegere leermeester die nu tegen de koning is gekeerd. Elena's vriendinnen arriveren en zingen van haar verloving door haar vader aan Rodrigo, hoofd van een Schotse stam - de Hooglanders – die zich tegen koning Giacomo heeft gekeerd. Uberto/Giacomo wordt jaloers. Hij stelt echter vast dat Elena niet op Rodrigo verliefd is (duet: Le mie barbare vicende) en verlaat Elena's huis, met wat meer moed over zijn vooruitzichten (duet: Cielo! in qual estasi!). Malcolm arriveert. Hij heeft besloten zich bij de Hooglanders te voegen. Alleen zingt hij van zijn dierbare herinneringen aan Elena (Mura felice... Elena! oh tu, che chiamo). Dan, ongezien, ziet Malcolm Elena en haar vader twisten over haar aanstaande huwelijk met Rodrigo. Douglas maant zijn dochter te huwen zoals hij heeft bevolen, haar tegenzin ten spijt (aria: Taci, lo voglio, e basti). Nadat Douglas is vertrokken benadert Malcolm Elena en zij betuigen hun onsterfelijke toewijding aan elkaar (duettino: Vivere io non potro).
Derde toneel
De krijgers van de Hooglanders verwelkomen hun leider Rodrigo (koor: Qual rapido torrente). Rodrigo verlangt ernaar zijn toekomstige bruid te zien (cavatina: Eccomi a voi, miei prodi). Zij arriveert met haar vader. Douglas herinnert Elena aan haar plicht en Rodrigo verklaart zijn liefde. Malcolm arriveert om zich te voegen bij de Hooglanders en Rodrigo introduceert Elena als zijn aanstaande bruid. Ondanks Elena's inspanningen om haar gevoelens te verbergen bemerken zowel Rodrigo als Douglas een band tussen Malcolm en Elena. Serano komt binnen om te waarschuwen voor een aanval door de troepen van de koning. Rodrigo, Malcolm en de Hooglandse krijgers bereiden zich om te vertrekken voor de strijd (Su...amici! guerrieri!).

### Tweede bedrijf
Eerste toneel
Uberto/Giacomo is gekomen om Elena te vinden in de hoop haar te redden van de komende veldslagen (cavatina: Oh fiamma soave). Ondertussen vraagt Elena Serano haar vader te zoeken die zij verwacht te zien alvorens hij vertrekt voor de strijd. Uberto/Giacomo benadert Elena en verklaart haar zijn liefde. Zij zegt hem dat zij verliefde is op een ander. Niettemin geeft Uberto Elena een ring waarvan hij haar vertelt dat deze hem was gegeven door de koning. Hij zegt haar dat deze haar door tijden van gevaar zal helpen. Uberto/Giacomo bereidt zich voor te vertrekken, maar Rodrigo heeft het voorgaande gesprek met zijn bruid afgeluisterd. Overweldigd door woede en afgunst beveelt Rodrigo zijn mannen deze vreemdeling te doden. Elena smeekt Rodrigo's mannen, en Rodrigo besluit zelf te duelleren met Uberto. De twee mannen vertrekken, als Elena tevergeefs tracht te toestand te sussen.
Tweede toneel
Malcolm, die de strijd even is verlaten, zoekt naar Elena. Serano vertelt hem dat zij naar haar vader Douglas is gegaan, die op reis is naar 's konings paleis om vrede te bewerkstelligen. Rodrigo is gedood en de Hooglanders zien een zekere nederlaag tegemoet. Malcolm is op weg naar het paleis, vastbesloten Elena te redden van gevaren, zelfs als dat betekent dat hij zijn eigen leven op het spel zet (aria: Ah! si pera: ormai la morte!).
Derde toneel
In het paleis smeekt Douglas zijn vroegere leerling koning Giacomo om vergiffenis, maar de koning weigert. Ondertussen is Elena afzonderlijk het paleis binnengekomen door haar ring van "Uberto" te tonen. Zij hoopt de levens van haar vader, Malcolm en zelfs Rodrigo (onbewust van zijn dood) te redden. In de belendende kamer hoort zij de stem van "Uberto" die zingt van zijn liefde voor haar (Aurora! ah sorgerai). Elena is opgewonden, ervan overtuigd dat Uberto haar zal helpen een gesprek met de koning te krijgen.
Vierde toneel
De hofleden van de koning hebben zich bij hem gevoegd in zijn troonzaal (koor: Impogna il Re). Als Elena tracht de koning te benaderen wordt het raadsel haar onthuld: Uberto en koning Giacomo zijn een en dezelfde. Giacomo, die vanwege zijn genegenheid voor Elena zijn houding verzacht, besluit om zowel Douglas als Malcolm te vergeven. Elena is verheugd dat zij zowel haar vader als haar ware geliefde Malcolm heeft gered, terwijl ieder ander zich verheugt dat de vrede is hersteld (rondo: Tanti affetti in tal momento!).

## Geselecteerde opnamen
| Jaar | Solisten                                                                                   | Dirigent operagezelschap en orkest                                      | Label                                                                             |
| ---- | ------------------------------------------------------------------------------------------ | ----------------------------------------------------------------------- | --------------------------------------------------------------------------------- |
| 1983 | Katia Ricciarelli, Lucia Valentini Terrani, Dalmacio Gonzales, Dano Raffanti, Samuel Ramey | Maurizio Pollini Praags Filharmonisch Koor, Chamber Orchestra of Europe | CBS/Sony 1983 - 2 cd's (studio)                                                   |
| 1992 | June Anderson, Martine Dupuy, Rockwell Blake, Chris Merritt                                | Riccardo Muti koor en orkest van het Teatro alla Scala                  | live-opname, 1992 CD - Philips, 1994 DVD - Teatro alla Scala/ Image Entertainment |
| 1999 | Montserrat Caballé, Franco Bonisolli, Julia Hamari                                         | Piero Bellugi koor en orkest van de RAI Torino                          | Opera D'oro                                                                       |

La cambiale di matrimonio (1810) · L'equivoco stravagante (1811) · L'inganno felice (1812) · Ciro in Babilonia (1812) · La scala di seta (1812) · Demetrio e Polibio (1812) · La pietra del paragone (1812) · L'occasione fa il ladro (1812) · Il signor Bruschino (1813) · Tancredi (1813) · L'italiana in Algeri (1813) · Aureliano in Palmira (1813) · Il turco in Italia (1814) · Sigismondo (1814) · Elisabetta, regina d'Inghilterra (1815) · Torvaldo e Dorliska (1815) · Il barbiere di Siviglia (1816) · La gazzetta (1816) · Otello (1816) · La Cenerentola (1817) · La gazza ladra (1817) · Armida (1817) · Adelaide di Borgogna (1817) · Mosè in Egitto (1818) · Ricciardo e Zoraide (1818) · Adina (1818) · Ermione (1819) · Eduardo e Cristina (1819) · La donna del lago (1819) · Bianca e Falliero (1819) · Maometto II (1820) · Matilde di Shabran (1821) · Zelmira (1822) · Semiramide (1823) · Ugo, re d'Italia (1824) · Il viaggio a Reims (1825) · Le siège de Corinthe (1826) · Ivanhoé (1826) · Moïse et Pharaon (1827) · Le comte Ory (1828) · Guillaume Tell (1829)